# Vojaška enota
Vojaška enota je organizirana skupina vojakov, ki je namenjena taktičnemu bojevanju in je sposobna omejenega samostojnega delovanja.
Izraza vojaška enota in vojaška formacija se večinoma uporabljata kot sopomenki, a vojaške enota postaja vse bolj prevladujoč izraz.

## Vrste vojaških enot
- Bojna skupina
- Odred
- Četa
- Baterija
- Vod
- Oddelek
- Ognjena ekipa